# Koutcherivka
Kucherivka est un selo situé à la frontière avec la Russie dans l'Oblast de Soumy, Ukraine. Il a été fortement endommagé pendant l'invasion russe de l'Ukraine. C'est dans le Raïon de Chostka sur la frontière russo-ukrainienne.

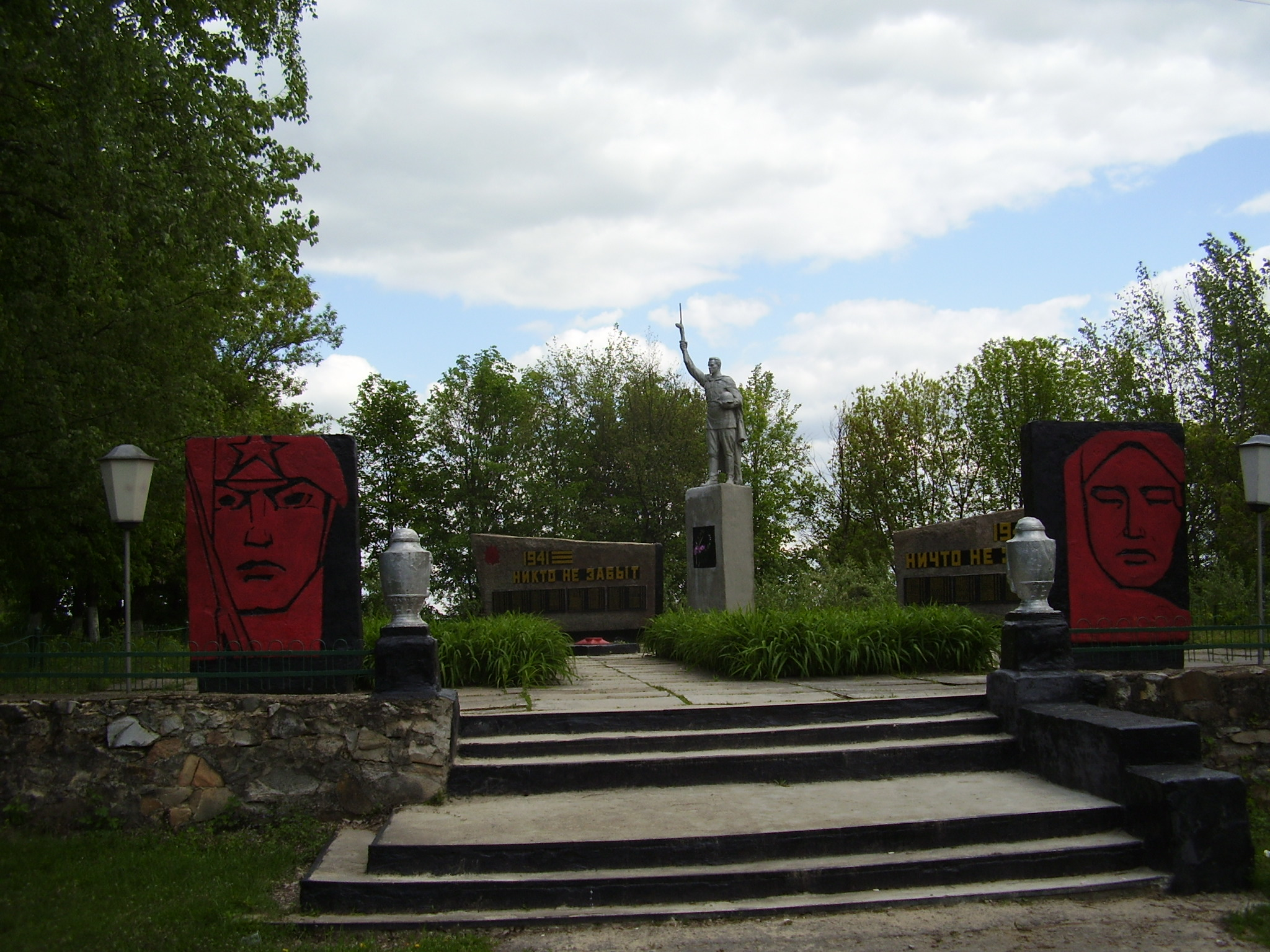
Monument aux morts, classé.